# Наполеонов кодекс
Прва у низу промена која је обележила 1804. годину јесте доношење Француског грађанског законика (Code civil), тзв. Наполеоновог кодекса.

## Доношење Законика
Taj законски акт у припреми је био још од 1800. године, од стране постављене комисије. Наполеон је лично председавао државним седницама и учествовао у претресању црта закона. Међутим, услед сукоба између Бонапарте и представничких тела његово стварање одужило се још пуне три године. Коначно је 21. марта 1804. донесен на снагу и назван (Code Napoleon) Наполеоновим закоником. Енормном брзином достигао је светску славу јер је својим ефикасним и ефективним утицајем допринео променама у правном поретку на светском нивоу. У многим земљама тај кодекс има значај до дана данашњег. Законик има око 2300 правила тј. норми које су обједињене у правне институте. Иначе, опет под утицајем римског права тј. институција, грађански законик је подељен на три дела. Наиме, римско право се делило на лица, ствари и тужбе. Римско право је било специфично у томе што је било обухваћено тужбама тако да где није било тужбе није било ни права. Тај принцип је напуштен у средњем веку и зато грађански законик нема тужбе. Него има следеће делове:
- лица (статусно и породично право)
- стварно право са облицима својине (стварно право)
- нарочити начини стицања својине (облигационо право, наследно право, хипотекарно, брачно имовинско и застарелост о посесорној заштити)

## Карактеристике Законика
Француски грађански законик поседује изузетно префињен стил. Он је написан изузетно лепим француским језиком. Формулације законика, осим лепоте, одликује прецизност и еластичност, При том, текст законика је разумљив како ученим правницима тако и обичном народу.
Грађански законик пролонгира слободу у скоро сваком смислу те речи, почевши од личне слободе, слободе рада, савести, одабира вере. Другим речима целокупну слободу на одабир начина живота и срећу. То је буквална потврда социјалних начела из 1789. Зато је као симбол револуције био мрзак аристократији. Ипак, проглашењем ових права нико није гарантовао и њихово извршење. Штавише, кодекс је био нека врста признања ставки већ створених током револуције, али никако тип закона који се заиста спроводио.

## Ширење Француског грађанског законика и утицај
Законик се ширио упоредо са Наполеоновим освајањима. Наполеон је освојио највећи део данашње Немачке, па је у тим деловима Немачке уведен Грађански законик, тако што је преведен на немачки језик. Он је ступио на снагу у Вестфалији, Хамбургу, Бадену и Виртембергу. Даље Француски грађански законик је уведен у Белгији и Холандији на француском језику. Пошто се примењивао у Италији преведен је на латински језик. Но и ван Европе Француски грађански законик је имао велику примену. Ту треба пре свега споменути Латинску Америку. Занимљиво је да Наполеонов законик, преведен на енглески језик важи у савезној држави Луизијани, која је некада била под француском влашћу, па после уступљена САД. Иста ситуација важи и за канадску покрајину Квебек, бившу француску колонију која је касниле потпала под управљање Велике Британије. Осим тога, утицај Француског грађанског законика осетио се у Африци (Алжир, Мароко, Египат, Тунис). 
Кнежевина Србија, која је била провинција у оквиру Османског царства током 1830-их година представљала је правну лабораторију у којој се радило на доношењу уставних решења и законика.